# Kamienica przy ulicy Gołębiej 18 w Krakowie
Kamienica przy ulicy Gołębiej 18 – zabytkowa kamienica znajdująca się w Krakowie, w dzielnicy I przy ulicy Gołębiej, na Starym Mieście.

## Historia
W średniowieczu i czasach nowożytnych na miejscu obecnej kamienicy znajdowały się dwa domy mieszczańskie. Zostały one wzniesione w XV wieku. W XVI wieku były przebudowywane. W XVIII wieku zostały scalone w jedną budynek. Na początku XIX wieku kamienica została zakupiona przez F. Boguckiego. W latach 1821–1822 została nadbudowana i przebudowana na zajazd. Kamienica spłonęła podczas wielkiego pożaru Krakowa w 1850. Odbudowana została w tym samym roku jako jednopiętrowa. W II połowie XIX wieku wzniesiono oficynę tylną. W 1870 przebudowano wnętrza, tworząc nową klatkę schodową. W 1908 budynek przeszedł przebudowę, podczas której otrzymał obecną neorenesansową fasadę. W latach 1979–1986 kamienica została odnowiona. Od 1987 tworzy razem z dwoma poprzednimi kamienicami przy ulicy Gołębiej: nr 14 i nr 16 zespół Kolegium Opolskiego.
19 czerwca 1967 kamienica została wpisana do rejestru zabytków. Znajduje się także w gminnej ewidencji zabytków.

## Architektura
Kamienica ma dwie kondygnacje. Jest dwutraktowa, z sienią przejazdową. Fasada, o sześciu osiach, posiada neorenesansowy wystrój. W trzeciej osi parteru znajduje się barokowy portal wejściowy ozdobiony rustyką. Pomiędzy parterem a pierwszym piętrem zaprojektowano fryz, oddzielony od elewacji obu kondygnacji gzymsami, w którego centralnej części umieszczono wizerunek Matki Boskiej.